# Isola Santo Stefano
Santo Stefano (in gallurese Santu Stefanu, in sardo Santu Istèvene) è un'isola dell'arcipelago di La Maddalena nella Sardegna nord-orientale.
L'isola è proprietà privata, ad eccezione del versante orientale su cui insistono insediamenti della Marina Militare italiana.
Si trova all'interno del Parco nazionale dell'Arcipelago di La Maddalena.

## Geografia fisica
L'isola ha una superficie di 3 km² e la cima più alta, il monte Zucchero, raggiunge una quota di 101 m. Per superficie è la quarta isola dell'arcipelago ed è situata a metà strada fra Palau e La Maddalena da cui dista circa 1.500 metri. 

Di formazione granitica di colore rosa e bianco, si affaccia su un mare color smeraldo, specie sul versante meridionale prospiciente capo d'Orso.

## Storia
L’isola di Santo Stefano, in epoca antica (Neolitico) è stata abitata dall’uomo; nel 1963 alcuni studiosi, tra i quali il Prof. Giovanni Lilliu, pubblicano un lavoro riguardante alcuni scavi effettuati in un piccolo tafone (riparo sotto-roccia) a circa cento metri dalla costa della cala di Villamarina, con la descrizione del rinvenimento di materiale ceramico e litico corrispondente a quel periodo preistorico. Alcuni utensili sono ricavati dal granito, dal porfido e dal quarzo; la presenza dell’ossidiana scheggiata e lavorata in numero di 142 pezzi, fa pensare che il riparo fosse utilizzato come “officina di lavoro” considerata anche la sua superficie e l’altezza non utilizzabile per viverci per tanto tempo. La presenza di forme tafonate nell’intero arcipelago e il rinvenimento anche in altre isole di materiali come l’ossidiana, indica una certa frequentazione di questi luoghi da parte dell’uomo preistorico.

### Le cave di granito
Le cave di granito, quelle relative all’area di Villamarina, iniziarono ad essere sfruttate nell’anno 1924 e vennero definitivamente abbandonate nel 1964. In questi quarant’anni, l’Impresa che si occupò dell’estrazione fu quella di Stefano Schiappacasse (divenuta in seguito Società Industriale Santo Stefano). Il proprietario Battista Serra ne condusse la direzione con la collaborazione del fidato braccio destro Marcello Molinari fino agli anni 50, per poi lasciare il posto al figlio Pasquale, socio della Società Industriale S. Stefano. Gli scalpellini impiegati nei siti più importanti come cava Viviani, cava Fontanella e Cala Levante, arrivarono ad essere anche 180 unità; per un certo periodo, queste cave erano sicuramente le più attrezzate d'Italia con la centrale di aria compressa e tubazioni che le collegava tutte; inoltre potevano usufruire anche di macchine di movimentazione, pulegge di rinvio e gru su binari per il carico del materiale sui carrelli fino al punto di imbarco. La presenza di masse granitiche imponenti e un porto ben riparato dai venti, come quello della cala di Villamarina, hanno permesso alla Società Schiappacasse di estrarre granito per poterlo distribuire in Italia e all’estero. Così come per le cave di Cala Francese, la posizione strategica al centro del Mediterraneo ha permesso di fornire questa pietra da costruzione che si è imposta per la sua qualità e resistenza rispetto ad altre.

### Il Mausoleo a Costanzo Ciano

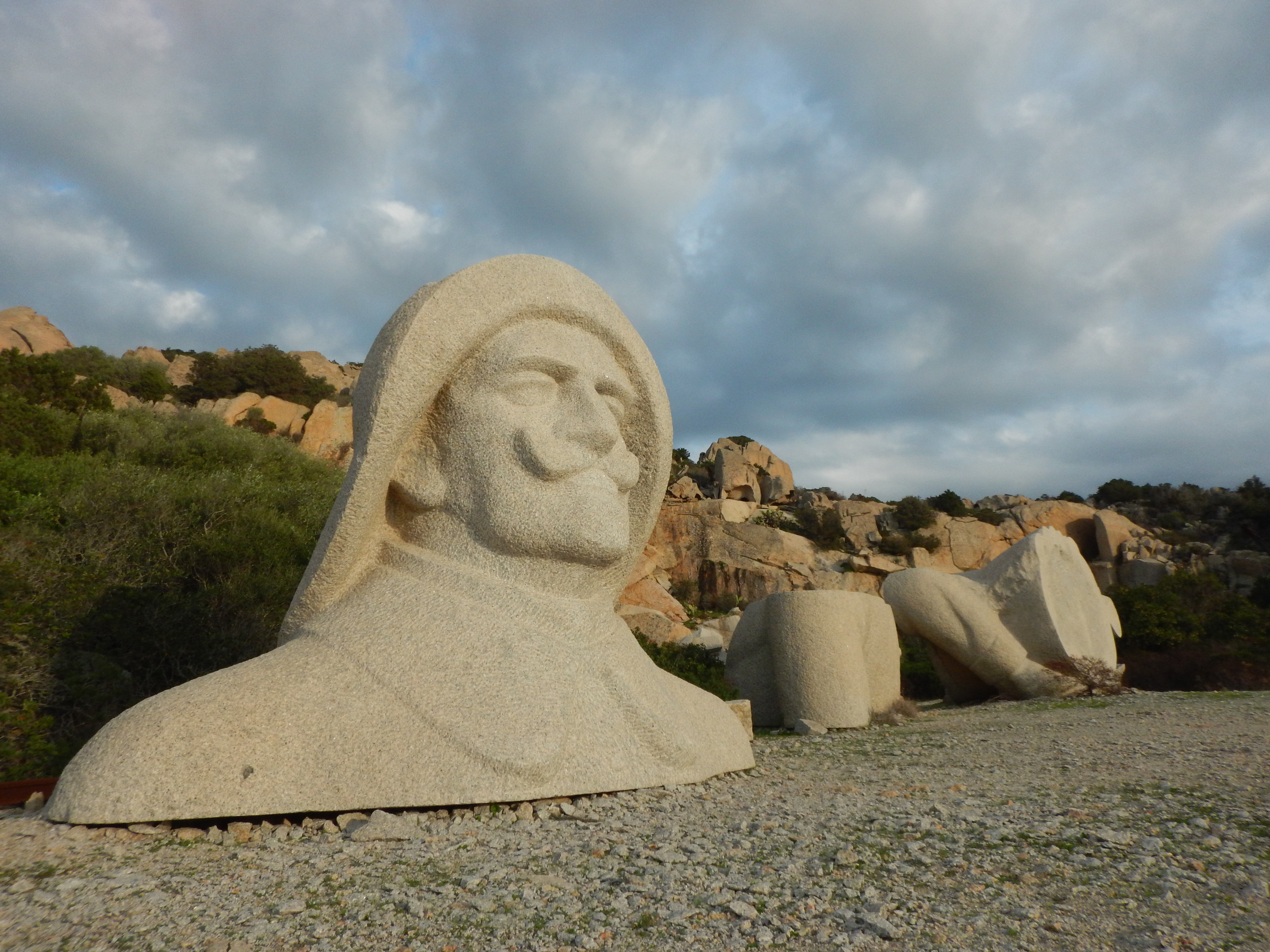
busto di Costanzo Ciano

Nella cala di Villamarina, in una vecchia cava di granito abbandonata, si può vedere il busto di un'enorme statua incompiuta di Costanzo Ciano, commissionata da Mussolini allo scultore Arturo Dazzi per il mausoleo dello stesso Ciano presso Livorno.
Il mausoleo doveva essere sormontato da una statua suddivisa in sei conci di diverse misure per un’altezza complessiva di 12 metri. Il contratto stipulato tra l’ingegnere capo del Regio Genio Civile di Livorno M. Taddeucci e la Ditta Schiappacasse prevedeva la fornitura di granito da lavorare nella cava di Villamarina per la statua di Costanzo Ciano nelle vesti di marinaio d’Italia, la prua del MAS con i siluri ed altre parti scultoree. Lo scultore Dazzi volle una prima sbozzatura dei conci della statua per poter vedere l’effetto, successivamente lui stesso avrebbe completato l’opera di finitura in cava; è certo che Dazzi non venne a Santo Stefano e non completò l’opera, ma furono gli scalpellini di Villamarina a farlo. Nella cava, dei sei pezzi previsti per la statua ne sono stati realizzati solo quattro; le misure, rispetto a quelle di progetto, sono leggermente più grandi; partendo dall’alto e quindi dalla testa, questa ha le dimensioni di mt. 3,90 di base per un’altezza di mt. 2,85; il secondo pezzo del dorso ha le dimensioni di mt. 3,90 per un’altezza di mt. 1,50; il terzo pezzo della pancia con il braccio ha le dimensioni di mt. 4,55 per un’altezza di mt. 2,00; il quarto pezzo del bacino ha le dimensioni di mt. 3,55 per un’altezza di mt. 1,70. Se a Monteburrone il monumento è stato depredato, danneggiato e incivilmente imbrattato con vernici, il busto nella cava di Villamarina è perfettamente conservato e ammirato dal visitatore che viene attratto da questa figura silente visibile dal mare.

## Le fortificazioni

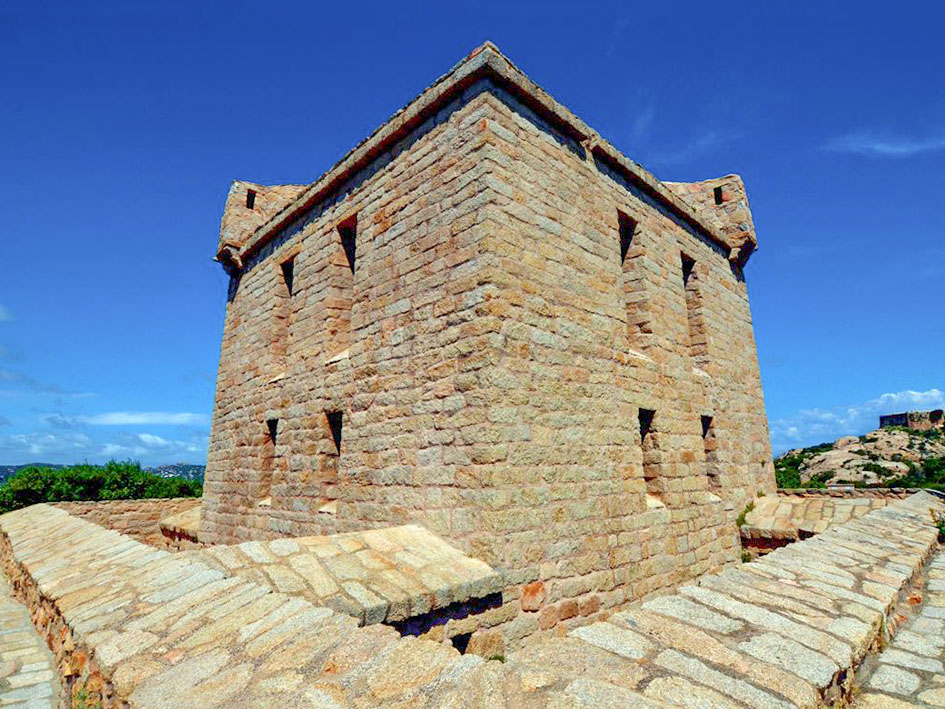
Torre Quadra detta anche Torre Napoleonica

Lungo la costa sud dell'isola sorge la Torre Quadra, costruita nel 1773 su disegni e calcoli dell'architetto militare cav. Saverio Belgrano di Famolasco. Il forte è chiamato comunemente "Torre Napoleonica" in quanto, durante l'attacco all'arcipelago del 22 febbraio 1793, l'allora tenente colonnello di artiglieria Napoleone Bonaparte, se ne impossessò e da lì bersagliò il centro di La Maddalena, ma fu costretto a fuggire dalla pronta manovra di Domenico Millelire. La torre è a base quadrata, con murature a volta molto spesse, circondata da un profondo fossato largo tre metri e in parte occupato da piccoli locali adibiti a servizi, forno e prigione.

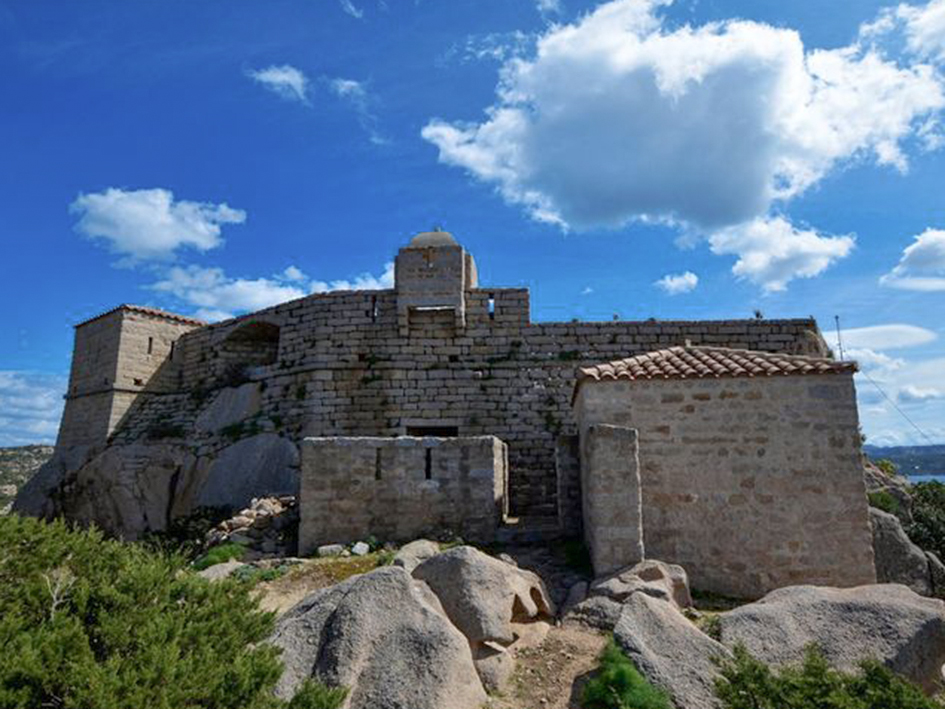
Forte San Giorgio

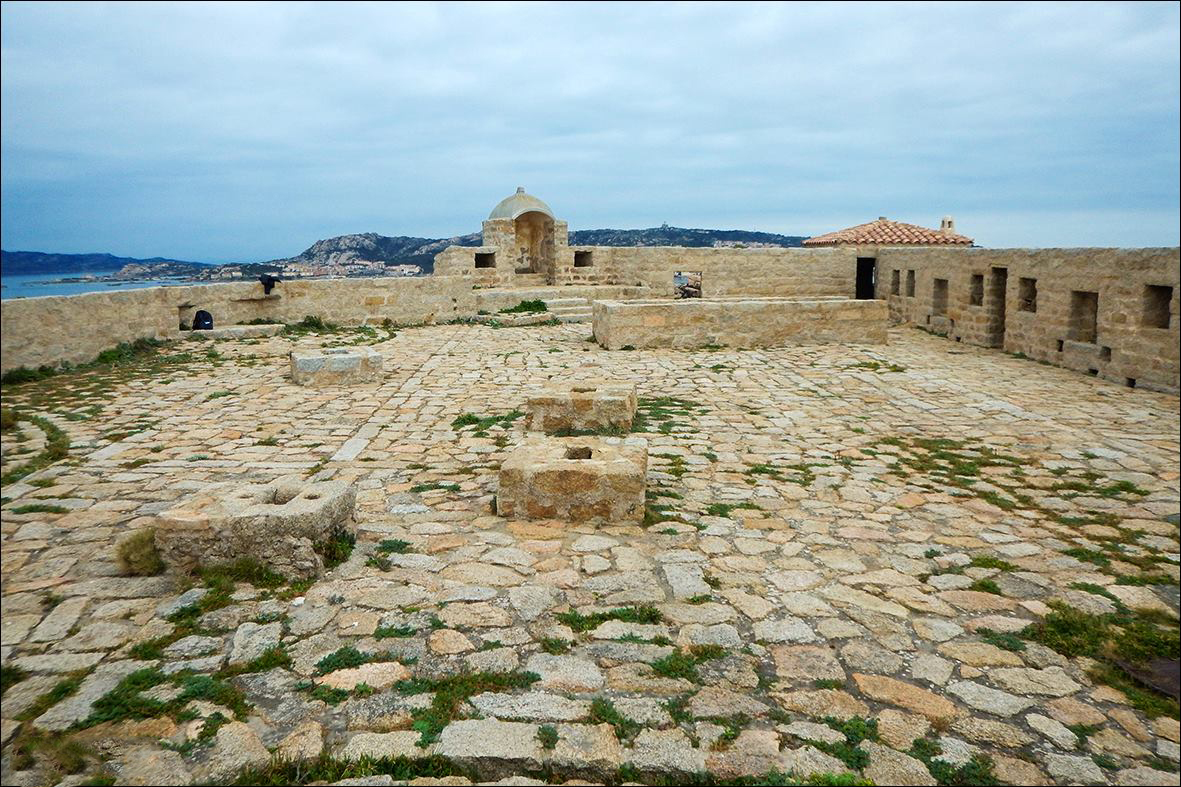
Terrazza del Forte San Giorgio

Sull'isola vi è un altro forte chiamato San Giorgio costruito nel 1809, successivamente a quello Carlo Felice posto all'isola di La Maddalena; realizzato in posizione elevata rispetto alla Torre Quadra, assolveva al compito di controllo del versante ovest dell'isola. Al piano terra vi era un piccolo corpo di guardia e all'interno due sotterranei di modeste dimensioni adibiti a prigione o magazzini ed una stanza più grande destinata ai soldati. Attraverso una rampa si accedeva al piazzale superiore dove insistevano una stanza ed una piccola polveriera. Sui lati ovest e nord si aprivano, nei parapetti, le troniere per le bocche da fuoco.

## L'isolotto Roma
L'isolotto Roma chiude una piccola insenatura dell'isola. Su di esso sorge un monumento opera dello scultore Carlo Fontana in memoria dei marinai italiani caduti nell'affondamento della corazzata Roma e delle navi Da Noli e Vivaldi.

## La base militare
Nel 1972, il governo Andreotti concesse agli USA di impiegare una zona della base navale della Marina Militare situata nella parte orientale dell'isola per ospitarvi una base militare navale di appoggio per sommergibili a propulsione nucleare che è stata dismessa il 25 gennaio 2008.

## Il villaggio turistico
A nord-ovest dell'isola, adiacente alla Spiaggia del Pesce, sorge un villaggio turistico. Inizialmente di proprietà del Club Med, successivamente è passato per molti anni alla Valtur e poi al gruppo Uvet; attualmente è gestito da Dea Capital.